# Distrito de Hódmezővásárhely
El distrito de Hódmezővásárhely (húngaro: Hódmezővásárhelyi járás) es un distrito húngaro perteneciente al condado de Csongrád.
En 2013 tenía 56 164 habitantes. Su capital es Hódmezővásárhely.

## Municipios
El distrito tiene 2 ciudades (en negrita), una de ellas con estatus de ciudad de derecho condal (la capital Hódmezővásárhely), y 2 pueblos (población a 1 de enero de 2012):
- Hódmezővásárhely (46 522) – la capital
- Mártély (1359)
- Mindszent (6685)
- Székkutas (2336)